# Урман-Асты
Урман-Асты (баш. Урманаҫты) — деревня в Дюртюлинском районе Республики Башкортостан Российской Федерации. Входит в состав Куккуяновского сельсовета.

## География

### Географическое положение
Расстояние до:
- районного центра (Дюртюли): 26 км,
- центра сельсовета (Куккуяново): 4 км,
- ближайшей ж/д станции (Уфа): 110 км.

## История
В «Списке населенных мест по сведениям 1870 года», изданном в 1877 году, населённый пункт упомянут как деревня Урман-Асты 4-го стана Бирского уезда Уфимской губернии. Располагалась при речке Евбазе, по левую сторону почтового тракта из Бирска в Мензелинск, в 40 верстах от уездного города Бирска и в 30 верстах от становой квартиры в деревне Дюртюли. В деревне, в 50 дворах жили 378 человек (193 мужчины и 185 женщин, мещеряки), была мечеть. Жители занимались земледелием, скотоводством, пчеловодством.

## Население
| 2002 | 2009 | 2010 |
| ---- | ---- | ---- |
| 305  | ↘304 | ↘279 |

Национальный состав
Согласно переписи 2002 года, преобладающая национальность — башкиры (84 %).